# Orthotrichia parthenos
Orthotrichia parthenos is een schietmot uit de familie Hydroptilidae. De soort komt voor in het Oriëntaals gebied.